# Ulrich Lehner

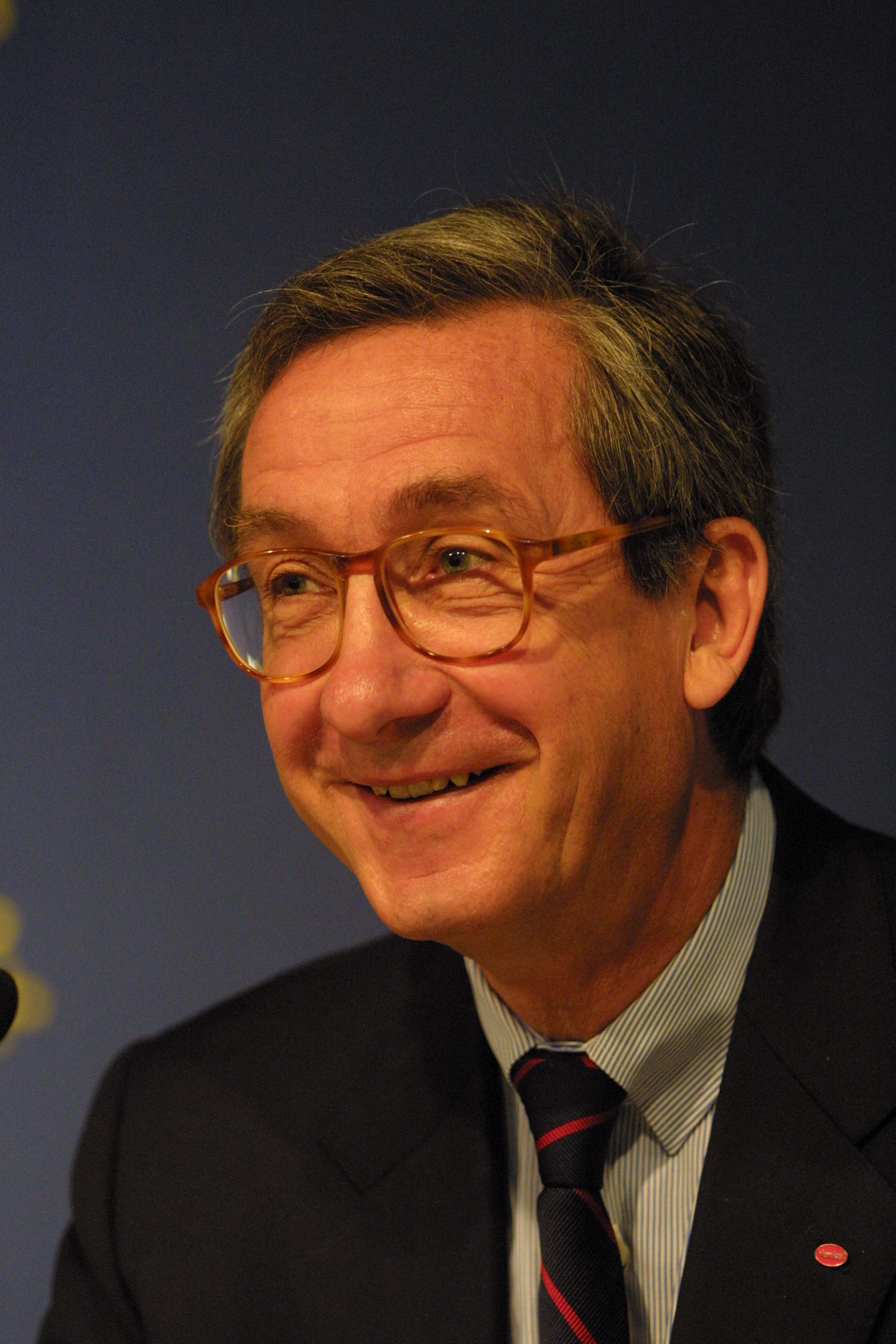
Ulrich Lehner

Ulrich Lehner (* 1. Mai 1946 in Düsseldorf) ist ein deutscher Manager, der von 2008 bis April 2022 Aufsichtsratsvorsitzender der Deutschen Telekom war. Zudem war er in gleicher Funktion von März 2013 bis Ende Juli 2018 bei thyssenkrupp.

## Leben
Ulrich Lehner studierte Wirtschaftsingenieurwesen und Maschinenbau an der Technischen Universität Darmstadt, wo er als Diplom-Wirtschaftsingenieur und Diplom-Ingenieur abschloss. Er war Assistent am Lehrstuhl für Betriebswirtschaft und wurde 1975 an der Rechts- und Wirtschaftswissenschaftlichen Fakultät der TU Darmstadt mit einer Arbeit über Modelle für das Finanzmanagement zum Dr. rer. pol. promoviert. Er war ab 1975 bei dem Wirtschaftsprüfungs- und Beratungsunternehmen KPMG tätig und legte seine Prüfungen zum Steuerberater und Wirtschaftsprüfer ab.
1981 trat er in das Unternehmen Henkel ein und hatte verschiedene Positionen im Management inne. 1987 wurde er Mitglied des Direktoriums in Düsseldorf und Ressortleiter Finanzen und Controlling, 1991 wurde er Geschäftsführer von Henkel Asia Pacific in Hongkong und 1995 Mitglied der Geschäftsführung, verantwortlich für Finanzen und Logistik.
Er war von 2000 bis 2008 Vorsitzender der Geschäftsführung der Henkel KGaA. Nach Angaben von Focus betrug sein Jahresgehalt 3,08 Mio. Euro. Nach Erreichen der internen Altersgrenze schied Ulrich Lehner im April 2008 aus der Geschäftsführung aus, sein Nachfolger wurde Kasper Rorsted. Lehner wurde jedoch Mitglied des Gesellschafterausschusses der Henkel AG & Co. KGaA und gehörte dem Gremium bis zum 16. April 2021 an. Von 2010 bis 2021 war er zudem Kuratoriumsmitglied der Gerda-Henkel-Stiftung.
Seit Frühjahr 2008 hat er die Position des Aufsichtsratsvorsitzenden der Deutschen Telekom inne. Vom 21. September 2007 bis zum 24. September 2010 war er Präsident des Verbands der Chemischen Industrie. Neben seiner Tätigkeit für Henkel und den VCI gehört Lehner dem Aufsichtsrat der Porsche, E.ON, ThyssenKrupp und HSBC Trinkaus & Burkhardt sowie Beiräten anderer Unternehmen an. Er ist außerdem Honorarprofessor der Westfälischen Wilhelms-Universität in Münster.  Von Februar 2013 bis Ende Juli 2013 war er interimistischer Präsident des Verwaltungsrats des Schweizer Pharmakonzerns Novartis. Er löste Daniel Vasella ab, der nicht mehr zur Wiederwahl antrat.
Von 1998 bis 2014 war Ulrich Lehner Präsident des Beirats der Deutsch-Chinesischen Wirtschaftsvereinigung e. V. in Köln. Er ist heute Ehrenpräsident des Beirates. Von November 2007 bis November 2016 war Lehner Präsident der Industrie- und Handelskammer Düsseldorf. Seine Amtszeit endete satzungsgemäß nach 9 Jahren, er ist nunmehr Ehrenpräsident.
Im August 2010 positionierte sich Lehner als einer von 40 Unterzeichnern des Energiepolitischen Appells, einer Lobbyinitiative der vier großen Stromkonzerne, um die Laufzeitverlängerung deutscher Kernkraftwerke voranzubringen. Von Februar 2013 bis Ende Juli 2013 war er interimistischer Präsident des Verwaltungsrats des Schweizer Pharmakonzerns Novartis.
2014 wurde Lehner Ehrenmitglied der Nordrhein-Westfälischen Akademie der Wissenschaften und Künste.
Derzeit (Juli 2018) ist Lehner Aufsichtsratsvorsitzender der Deutschen Telekom und von thyssenKrupp, stellvertretender Aufsichtsratsvorsitzender bei E.ON, einfaches Aufsichtsratsmitglied der Porsche Automobil Holding. Mit Wirkung zum Monatsende erklärte er am 16. Juli 2018 seinen Rücktritt vom Aufsichtsratsvorsitz und Ausscheiden aus dem Gremium bei thyssenKrupp.
Lehner ist verheiratet, hat zwei Söhne und eine Tochter. 2017 wurde ihm der japanische mittlere Orden der Aufgehenden Sonne am Band verliehen.
Auf der Hauptversammlung 2022 stand Lehner nicht mehr zur Wiederwahl als Aufsichtsratsvorsitzender der Deutschen Telekom AG, als sein Nachfolger wurde der Vorstandsvorsitzende der Deutschen Post Frank Appel gewählt.

## Kritik
Ulrich Lehner geriet 2013 in Kritik, da er als Aufsichtsratsvorsitzender von Novartis eine Rekordabfindung in Höhe von 58 Millionen Euro für den damaligen Verwaltungspräsidenten Daniel Vasella genehmigt hat. Letztlich verzichtete Vasella auf die Abfindung.